# Pak Szangjong
Pak Szangjong (hangul: 박상영, handzsa: 朴相泳, RR: Park Sang-yeong; Csindzsu (Jinju), 1995. október 16. –) olimpiai bajnok, világbajnoki ezüstérmes dél-koreai párbajtőrvívó.

## Sportpályafutása
2012-ben junior-világbajnok volt. 2014-ben a Kazanyban rendezett világbajnokság csapatversenyében – Csong Dzsinszon (Jeong Jin-seon), Kvon Jongdzsun (Kwon Yeong-jun) és Pak Kjongdu (Park Gyeong-du) társaként – ezüstérmet szerzett, miután a döntőben 39–45-re kikaptak Franciaország csapatától. A dél-koreai Incshon (Incheon)ban megtartott 2014-es Ázsia-játékokon csapatban aranyérmes lett, a döntőben a japán csapatot sikerült legyőzniük. A 2016. évi nyári olimpiai játékokon párbajtőr egyéniben döntőbe jutott, ahol a magyar Imre Géza ellen drámai küzdelemben nyert: a magyar versenyző 14–10-es vezetése után tudott fordítani és győzni 15–14-re.
A koronavírus-járvány miatt 2021-re elhalasztott tokiói olimpián a negyeddöntőig jutott, ott azonban Siklósi Gergely 15–12	arányban jobbnak bizonyult nála.